# Сергеј Волков
Сергеј Александрович Волков (рус. Сергей Александрович Волков) је руски космонаут. До сада је у свемиру провео више од 500 дана. Син је космонаута Александра Волкова. Ожењен је и има сина рођеног 2001. године. Воли да се бави тенисом, сурфује, чита књиге и обилази музеје.

## Образовање
Дипломирао је у средњој школи у Звезданом граду 1990. године и уписао се на академију за пилоте. Тамо је дипломирао за пилота/инжењера 1995. године.